# Theridiosoma gemmosum
Theridiosoma gemmosum és una espècie d'aranyes araneomorfes de la família dels teridiosomàtids (Theridiosomatidae). Fou descrita per primera vegada per L. Koch el 1877.
Aquesta espècie es troba distribuïda per la zona holàrtica.

## Sinonímies
Segons el World Spider Catalog amb data de gener de 2019, té reconegudes les següents sinonímies:
- Theridium gemmosum L. Koch, 1877
- Theridiosoma argenteolum O. Pickard-Cambridge, 1879
- Epeira radiosa McCook, 1881
- Theridiosoma argentata Keyserling, 1884